# Spielerlaubnis (DDR)
Die Spielerlaubnis war in der DDR die staatliche Erlaubnis der Künstler für öffentliche Auftritte. Ohne diese Erlaubnis durften in der DDR in der Regel keine öffentlichen Auftritte bestritten werden.

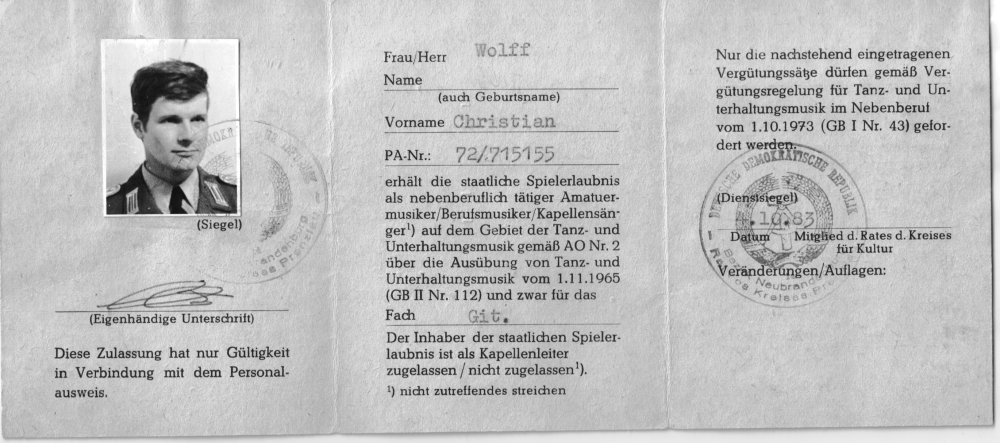
Klappausweis mit Spielerlaubnis der Grundstufe, Innenteil

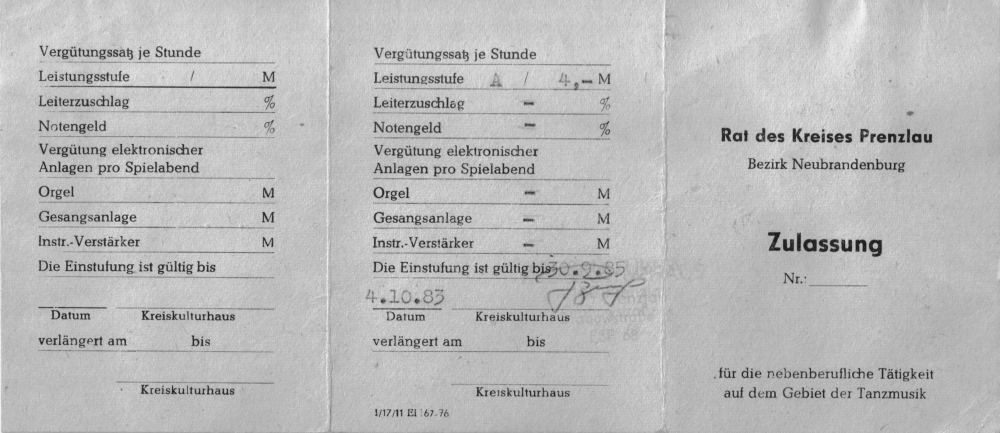
Klappausweis mit Spielerlaubnis, Rückseite mit der Festlegung, wie viel Vergütung erlaubt war

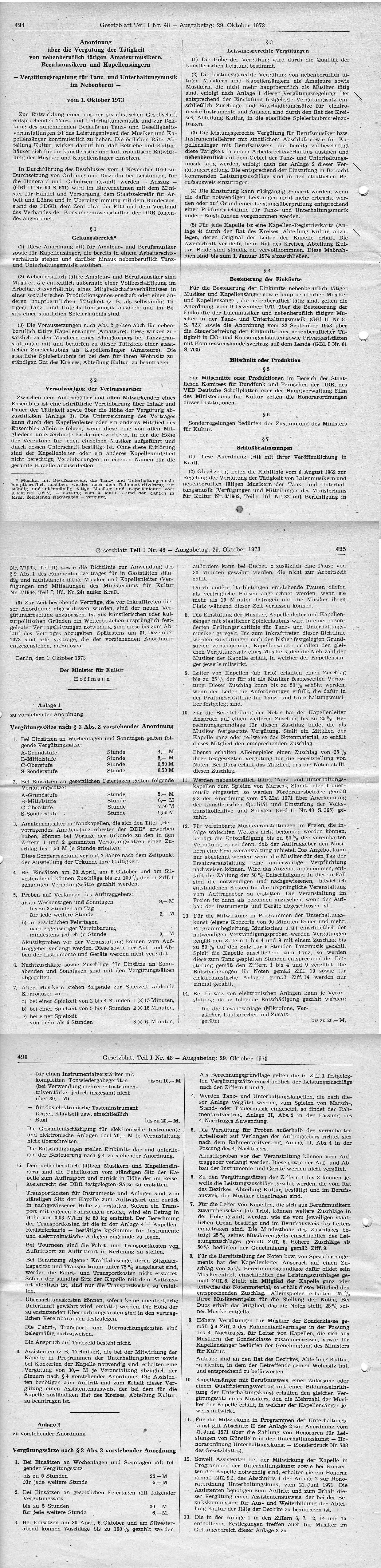
Vergütungsregeln für Tanz- und Unterhaltungsmusik im Nebenberuf – Gesetzblatt der DDR vom 1. Oktober 1973

Honorarordnung Unterhaltungskunst der DDR für Berufskünstler (Sänger, Schauspieler, Sprecher, Artisten etc.)

## Begriffe und Synonyme
Die Begriffe Spielerlaubnis, Spielausweis, Zulassung als Unterhaltungskünstler, Auftrittsgenehmigung und Einstufung werden schon in den gesetzlichen Grundlagen teilweise synonym verwendet. Spielerlaubnis steht vornehmlich für Unterhaltungskünstler (Tanzmusik und Diskotheker), Zulassung für Berufskünstler (Sänger, Artisten, Schauspieler) und Einstufung für das künstlerische Volkskunstschaffen.
Des Weiteren gab es einige im Musikerjargon gebräuchliche Synonyme wie „Pappe“, „Amateur-Pappe“ und „Profi-Pappe“ (die Einstufungsausweise bestanden aus dickerem, groben Papier). Unter den Musikern wurden die offiziellen Begriffe selten verwendet.

## Gesetzliche Grundlagen
Für jeden Bereich galten eigene Honorarordnungen und somit unterschiedliche Honorarsummen. Für die ersten beiden sind die Gesetzblätter der DDR als Bilddateien hier einsehbar.
Der erste Satz aus dem Gesetzblatt „Honorarordnung Unterhaltungskunst“ lautet folgendermaßen: „In Durchführung des Beschlusses vom 4. November 1970 zur Durchsetzung von Ordnung und Disziplin bei Leistungen, für die Honorare und Gebühren bezahlt werden …“
De jure waren die „Einstufungen“ eine Einschätzung der künstlerischen Qualität, de facto auch ein Machtinstrument zur Disziplinierung. Sie konnten auf Anweisung der staatlichen Stellen entzogen werden, was einem Berufsverbot gleichkam. Sie waren bei jedem Auftritt mitzuführen und konnten vom Veranstalter kontrolliert werden. Außerdem gab es eine spezielle Veranstaltungspolizei, die allerdings sehr selten in Erscheinung trat. DDR-weit wurden die staatlichen Kulturhäuser per Rundschreiben über ausgesprochene Auftrittsverbote informiert.

## Auftrittsmöglichkeiten
Folgende Möglichkeiten gab es, öffentlich aufzutreten:
- mit Spielerlaubnis, Spielausweis, Zulassung als Unterhaltungskünstler, Auftrittsgenehmigung oder Einstufung
- als Lesungen deklarierte Konzerte für Mitglieder des Schriftstellerverbandes (bis 180 Mark)
- für Auftritte in kirchlichen Einrichtungen war keine Spielerlaubnis nötig
- illegale Auftritte ohne jegliche Spielerlaubnis mit Androhung einer Ordnungsstrafe von bis zu 300 Mark[2][3] für Künstler und Veranstalter, lt. § 7 der Honorarordnung (siehe auch Ringelfolk)
- Straßenmusik galt als nicht angemeldete (also illegale) Veranstaltung

## Spielerlaubnis
Die Spielerlaubnis gab es für den Bereich Tanz- und Unterhaltungsmusik.
Die Spielerlaubnis war in der DDR die staatliche Erlaubnis für Musiker für öffentliche Auftritte. Ohne diese Erlaubnis durften in der DDR in der Regel keine öffentlichen Auftritte bestritten werden.
Die Grundlage für die Spielerlaubnis war die Anordnung über die Befugnis zur Ausübung von Unterhaltungs- und Tanzmusik vom 27. März 1953. Sie erlaubte anfangs nur Berufsmusikern, öffentlich aufzutreten und wurde am 14. Januar 1957 auch auf Laienmusiker ausgedehnt.
Hierfür wurde zwischen drei verschiedenen Spielerlaubnissen unterschieden: eine Spielerlaubnis für Berufsmusiker, eine Spielerlaubnis für Amateure (Spielerlaubnis für Laienmusiker und nebenberuflich tätige Musiker) und einer Spielerlaubnis für Diskjockeys (im DDR-Jargon Schallplattenunterhalter genannt). Die Spielerlaubnisse wurden wiederum in fünf verschiedene Stufen eingeteilt, von der die spätere Vergütung bei Konzerten abhing: Grundstufe, Mittelstufe, Oberstufe, Sonderstufe und Sonderstufe mit Konzertberechtigung.
Die Spielerlaubnis für Laienmusiker sowie die für Diskjockeys wurde von der Abteilung Kultur des Kreisrates vergeben. Dazu mussten die Musiker vor einer staatlichen Einstufungskommission ihr Können beweisen. Die Einstufungskommission bestand unter anderem aus Kreiskulturfunktionären und Musiklehrern der Musikschulen. Abweichend hiervon waren ab der Einstufung zur Sonderstufe immer auch Vertreter einer Musikhochschule bei der Einstufung anwesend, um erweitertes musikalisches Können zu beurteilen und zu attestieren. Die Musiker mussten eine Titelliste von (mindestens) 25 Liedern einreichen, die zu 60 Prozent (also 15 Liedern) aus eigenen, inländischen oder Liedern der sozialistischen Bruderländer stammen sollten und 40 Prozent (also 10) aus dem kapitalistischen Staaten stammen durften (60/40-Regel), von denen die Kommission bei dem Vorspiel einige auswählte. Aus dieser Liste musste die Musikgruppe ein halbstündiges Programm vortragen, das sich auch an der 60/40-Quotenregel zu orientieren hatte. Zusätzlich fragte die Einstufungskommission gezielt drei weitere Titel ab, um per Stichprobe die Beherrschung des Repertoires zu überprüfen.
Die Spielerlaubnis für Berufsmusiker wurde von der Kulturabteilung des Bezirksrats vergeben.
Die vergebenen Spielerlaubnisse waren zwei Jahre gültig. Die Musiker mussten daraufhin erneut eingestuft werden.

### Vergütung
Öffentliche Bühnen durften in der Regel nur Musiker mit Spielerlaubnis auftreten lassen. Die Höhe der Vergütung hing von der durch die Einstufungskommission festgelegten Stufe ab.
Die Gage belief sich bei der Grundstufe auf 4 Mark, bei der Mittelstufe auf 5 Mark, bei der Oberstufe auf 6,50 und bei der Sonderstufe auf 8,50 Mark pro Stunde und Musiker. Zusätzlich gab es bei dem Titel „Hervorragendes Amateurtanzorchester der DDR“, den man bei Musikwettbewerben erwerben konnte, einen Zuschlag von 1,50 Mark. Der Kapellenleiter erhielt einen Zuschlag von 25 bis 50 Prozent. Neben dem Stundenlohn erhielt jede Formation für ihre Anlage eine Aufwandsentschädigung von je nach Umfang bis zu 70 Mark und einen Fahr- und Transportkostenzuschuss, der sich an dem Gewicht der Ausrüstung bemaß. Gehörten Techniker zur Band, so wurden bis zu zwei Personen mit 30 Mark pro Abend entlohnt. Die Assistenten benötigten zur Ausübung ihrer Arbeit einen Assistentenausweis, den sie wiederum bei der zuständigen Abteilung für Kultur des Kreisrates beantragen konnten.

## Einstufung
Die Einstufung galt für das „künstlerische Volkskunstschaffen“.
Auf Amateurebene war es Usus, an einer staatlichen Trägereinrichtung (eine Art Bürge) „angebunden“ zu sein.
Salli Sallmann beschreibt in seinem Buch Badetag, wie man bis Mitte der 1970er-Jahre nur dann eine Einstufung erhielt, wenn man zu einem „Träger“ (Bürgen) gehörte. Verlor man ihn, verlor man automatisch die Einstufung.
Für die Einstufung waren die „Kabinette für Kulturarbeit“ zuständig.

### Honorarsätze
- Amateurebene, Einstufung gut (18 Mark), sehr gut (27 Mark), ausgezeichnet (40 Mark), plus „Amortisation“ (für teure Instrumente, Effektgeräte, Requisiten und Kostüme)

## „Honorarordnung Unterhaltungskunst: Zulassung als Berufskünstler“
Die Honorarordnung Unterhaltungskunst galt unter anderem für Berufskünstler wie Schauspieler, Sänger, Artisten, Drehbuchautoren, Regisseure. 
Auf der Profiebene waren Künstler der jeweiligen Konzert- und Gastspieldirektion (bzw. deren angegliederte Bezirkskommission für Unterhaltungskunst) unterstellt, über welche die Verträge liefen, auch wenn von ihr nichts vermittelt wurde. Privatmanager waren nicht vorgesehen, aber üblich und illegal. Absolventen der Musikhochschulen erhielten nach ihrem Abschluss automatisch den Berufsausweis Kategorie „A“, ansonsten musste vor einer Einstufungskommission vorgespielt werden. Die Kommission bestand aus Funktionären und Künstlern, wobei erstere in der Überzahl waren (Anlage 4/I+II der Honorarordnung).

### Honorarsätze
- Berufsausweis (Jargon „Profipappe“), Solisten in den Kategorien A – bis 130 Mark, B – bis 210 Mark, C – bis 380 Mark; bei abendfüllendem Konzert das Doppelte. Der Kulturminister konnte außerdem Sonderhonorare festlegen.
- sogenannte „Programmeinstufung“ (Gesamtpreis eines Ensembles einschließlich Technik- und Technikerkosten)[4]

## Reisekosten
Laut Reisekostengesetz wurde der PKW-Kilometer mit 0,27 Mark vergütet, jede weitere Person oder 50 kg Gepäck mit je 3 Pfennigen zusätzlich.

## Grundlage für Berufs- und Auftrittsverbote
Der Entzug der Zulassung erfolgte, wenn „die erforderliche gesellschaftliche, moralische oder fachliche Eignung nicht mehr vorliegt oder gegen das moralische Empfinden oder gegen die Ansprüche der Werktätigen auf hohe künstlerische Qualität und humanistische Haltung verstoßen wird“ (Zulassungsordnung, S. 7, § 4).
Berufs- und Auftrittsverbote wurden unter anderem ausgesprochen für die Gruppe Renft, Salli Sallmann, Gerulf Pannach, Stephan Krawczyk, Reinhold Andert, André Greiner-Pol, Akram Mutlak, Dieter Kalka, Werner Bernreuther (eingeschränkt, für zwei Bezirke), die Gruppe Bettelsack (aus Halle), die Münzenberger Gevattern-Combo (aus Quedlinburg). Zum Teil wurden die Berufsverbote widerrufen.